# Essai nucléaire nord-coréen du 3 septembre 2017

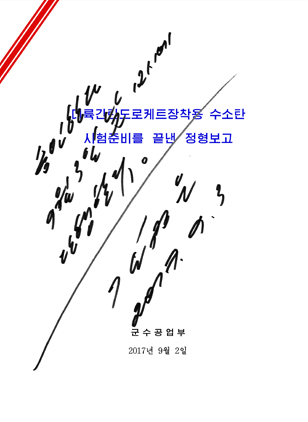
L'ordre de conduite du test signé par Kim Jong-un.

Le 3 septembre 2017, un événement sismique de magnitude 6,3 est enregistré en Corée du Nord, lequel correspondrait à un essai nucléaire souterrain de bombe H (bombe thermonucléaire) effectué sur le site d'essais nucléaires de Punngye-ri, dans le comté de Kilju. Il s'agirait du sixième essai nucléaire de la Corée du Nord et le premier d'une bombe H (l'essai nucléaire du 6 janvier 2016 étant suspecté d'avoir été celui d'une bombe à fission dopée, plutôt que celui d'une vraie bombe H comme le prétendait le régime nord-coréen). C'est le plus puissant de son histoire.

## Événements sismiques
Une première secousse sismique de magnitude 6,3 a d'abord eu lieu, à 3 h 30 UTC selon l'Institut d'études géologiques des États-Unis, puis une autre de magnitude 4,1. En conséquence, des glissements de terrain ont eu lieu. Des craintes se sont élevées sur de possibles diffusions de matière radioactive dans l'environnement, mais l'agence sud-coréenne de la sûreté nucléaire n'en a pas trouvé.

## Puissance de l'essai et technologie utilisée
La Corée du Nord affirme que l'engin est une bombe H capable d'être embarquée sur un missile balistique intercontinental. Une photo de Kim Jong-un visitant un missile équipé d'une tête nucléaire a ainsi été transmise aux agences de presse.
Le Japon estime initialement la puissance de la bombe à 70 kt équivalent en TNT, la Corée du Sud à 50 kt et les États-Unis à 100 kt.
Le ministre de la Défense du Japon, Itsunori Onodera, se basant sur les chiffres de l'Organisation du traité d'interdiction complète des essais nucléaires, relève l'estimation à 120 kt le 5 septembre, puis à 160 kt le 6 septembre. Jeffrey Feltman, chef des Affaires politiques de l'ONU, donne une puissance comprise entre 50 et 100 kt à la bombe.
Le 4 septembre, l'université de sciences et technologie de Chine publie son rapport basé sur les données sismiques et conclut à l'emplacement du test nucléaire : 41° 17′ 53,52″ N, 129° 04′ 27,12″ E, à seulement quelques mètres des quatre essais nucléaires précédents, avec une puissance estimée à 108,1 ± 48,1 kt.
Le NORSAR évalue la puissance de l'engin à 120 kt le 3 septembre 2017.
Le département 38 North de l'université Johns-Hopkins évalue le 13 septembre la puissance de l'essai à 250 kt, et considère que le fait que l'essai soit thermonucléaire n'est « pas improbable ».

## Réactions
Le conseil de sécurité de l'ONU est réuni en urgence le 4 septembre 2017. La plupart des pays du monde condamnent l'essai nucléaire, :
- Nations unies : le Secrétaire général des Nations unies António Guterres qualifie l'événement de « profondément déstabilisant » ;
- OTAN : le Secrétaire général Jens Stoltenberg considère que le sixième essai nucléaire est déstabilisant ;
- AIEA : pour Yukiya Amano de l'Agence internationale de l'énergie atomique « L’essai nucléaire de la République démocratique populaire de Corée (RPDC) est un acte extrêmement regrettable »[14] ;
- Australie : l'évacuation des citoyens australiens de Corée du Sud est envisagée[15] ;
- Belgique : le Vice-Premier ministre et ministre des Affaires étrangères Didier Reynders condamne « dans les termes les plus forts » l'essai nucléaire ;
- Corée du Sud : le Président Moon Jae-in a demandé à la communauté internationale d'infliger « la punition la plus forte » ;
- États-Unis : le Président Donald Trump déclare sur Twitter que les mots et actions [nord-coréens] continuent à être très hostiles et dangereux pour les États-Unis ;
- France : le Président Emmanuel Macron a appelé à réagir « avec la plus grande fermeté » ;
- Israel : le ministre des Affaires étrangères Benyamin Netanyahou condamne l'essai nucléaire et demande une réponse internationale ferme, afin d'éviter que d'autres pays adoptent un comportement similaire[16] ;
- Japon : le Premier ministre Shinzō Abe a déclaré que l'essai nucléaire était « absolument inacceptable » ;
- Russie : le Président Vladimir Poutine a appelé à éviter une « hystérie militaire » contre le risque de « catastrophe planétaire ».

## Conséquences
Des célébrations ont lieu en Corée du Nord.
De nouvelles sanctions sont proposées par les États-Unis, notamment un embargo sur le pétrole et les exportations de textile, ainsi qu'un gel des avoirs nord-coréens dans les autres pays,.